# Acacia lentiscifolia
Acacia lentiscifolia é uma espécie de leguminosa do gênero Acacia, pertencente à família Fabaceae.